# Cyperus diffusus
O capim-agreste (Cyperus diffusus) é uma erva da família das ciperáceas. Atinge 0,50 metros de altura. Não é uma forragem de boa qualidade. Suas flores são minúsculas e se reúnem no ápice de um escapo.